# ラノッディープ・シンハ・ラナ

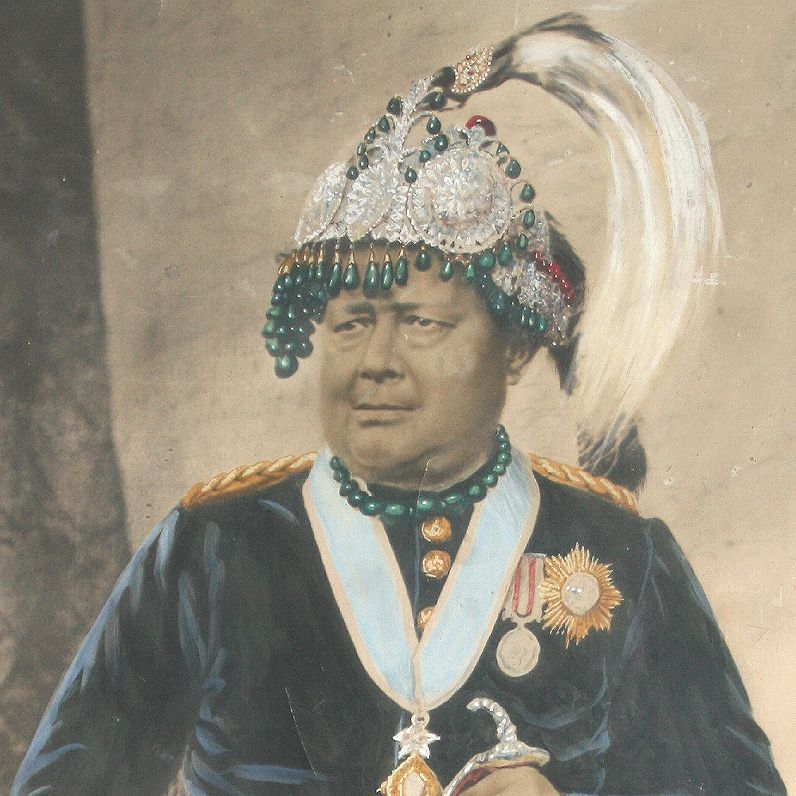
ラノッディープ・シンハ・ラナ

ラノッディープ・シンハ・ラナ（英語: Ranaudip Singh Rana、ネパール語: रणोद्दिप सिँह राणा、1825年4月3日 - 1885年11月22日）は19世紀、ネパール王国の政治家、首相。ラノッディープ・シンハ・クンワル（英語: Ranaudip Singh Kunwar、ネパール語: रणोद्दिप सिँह कुँवर）とも呼ばれる。1877年2月27日から1885年11月22日まで、ネパールの首相を務めている。

## 生涯
1877年、ラノッディープは兄ジャンガ・バハドゥル・ラナが死亡したことにより、首相位を継承した。だが、ディール・シャムシェルが事実上の首相となり、その死後は彼の息子らと次第に対立を深めていった。
1885年11月22日、ラノッディープ・シンハの甥（弟ディール・シャムシェルの息子）ビール・シャムシェルたちがクーデターを起こし、ラノッディープ・シンハはジャンガ・バハドゥルの息子たちとともに殺害された。